# Black Moses
Pour les articles homonymes, voir Moses.
Albums de Isaac Hayes
Shaft
(1971) Joy
(1973)
Black Moses est un double album d'Isaac Hayes sorti en 1971. Il se classe en tête du Top R&B aux États-Unis à sa sortie.

## Titres

### Face 1
1. Never Can Say Goodbye (Clifton Davis) – 5:07
2. (They Long to Be) Close to You (Burt Bacharach, Hal David) – 8:58
3. Nothing Takes the Place of You (Toussaint McCall, Alan Robinson) – 5:29
4. Man's Temptation (Curtis Mayfield) – 4:59

### Face 2
1. Never Gonna Give You Up (Kenneth Gamble, Leon Huff, Jerry Butler) – 5:47
2. Medley: Ike's Rap II / Help Me Love (Hayes / Johnny Baylor, Mickey Gregory, Luther Ingram, Tommy Tate) – 7:31
3. Need to Belong to Someone (Mayfield) – 5:15
4. Good Love (Gregory, Hayes) – 5:15

### Face 3
1. Medley: Ike's Rap III / Your Love is So Doggone Good (Hayes / Difosco Ervin, Rudy Love) – 9:15
2. For the Good Times (Kris Kristofferson) – 5:20
3. I'll Never Fall in Love Again (Bacharach, David) – 5:02

### Face 4
1. Part Time Love (Clay Hammond) – 8:30
2. Medley: Ike's Rap IV / A Brand New Me (Isaac Hayes, Kenneth Gamble, Thom Bell, Jerry Butler) – 9:40
3. Going in Circles (Jerry Peters, Anita Poree) – 7:02

## Musiciens
- Isaac Hayes : chant, chœurs
- « Hot », « Buttered » et « Soul » : chœurs
- The Bar-Kays : instruments sur (They Long to Be) Close to You and Going in Circles
- The Isaac Hayes Movement : instruments sur tous les autres titres
  - Isaac Hayes : piano, vibraphone, orgue, piano électrique
  - Ronald Hudson : basse
  - Gary Jones : bongos, congas
  - Willie Hall : batterie, tambourin
  - Lester Snell : piano électrique
  - Charles « Skip » Pitts : guitare
  - Sidney Kirk : piano